# Zavetnoe
Zavetnoe (in russo Заветное?) è un villaggio della Russia europea meridionale nell'oblast' di Rostov; è il centro amministrativo del distretto  Zavetinskij.
Si trova nella parte orientale della regione di Rostov, 390 km a est di Rostov sul Don.